# Окенцькі

Герб Радван.

Оке́нцькі гербу Радван (пол. Okęccy) — мазовецький шляхетний рід. Родове гніздо — Окенце, Варшава, Польща. З XVII століття представники роду займали уряди у Варшавській землі.

## Представники
- Антоній-Онуфрій Окенцький (1729—1793) — Великий канцлер коронний (1780—1786), єпископ холмський (1771–1780) і познанський (1780–1793)